# Sân bay Mae Hong Son
Sân bay Mae Hong Son (tiếng Thái: ท่าอากาศยานแม่ฮ่องสอน) (IATA: HGN, ICAO: VTCH) tọa lạc tại thị xã Mae Hong Son của Tỉnh Mae Hong Son của Thái Lan.

## Các hãng hàng không và điểm đến
- Nok Air (DD) (Bangkok, Chiang Mai)
- PB Air (9Q) (Bangkok)
- Thai Airways International (TG) (Bangkok, Chiang Mai)